# Handianus
Handianus är ett släkte av insekter. Handianus ingår i familjen dvärgstritar.

## Dottertaxa tillHandianus, i alfabetisk ordning[1]
- Handianus alatavicus
- Handianus almasycus
- Handianus amiranii
- Handianus amorphus
- Handianus bejbienkoi
- Handianus caucasicus
- Handianus circumtorsus
- Handianus cytisi
- Handianus ephedrinus
- Handianus fartilis
- Handianus flavovarius
- Handianus fuscus
- Handianus ignoscus
- Handianus imperator
- Handianus krameri
- Handianus limbicosta
- Handianus limbifer
- Handianus maculaticeps
- Handianus magnificus
- Handianus mariannae
- Handianus mediterraneus
- Handianus modestus
- Handianus obsoletus
- Handianus ogikubonis
- Handianus petrophilus
- Handianus potanini
- Handianus procerus
- Handianus sarekandinus
- Handianus semiramidis
- Handianus subpellucidus
- Handianus tamerlani
- Handianus tauricus
- Handianus translucidus
- Handianus ulug-begi
- Handianus wagnerinus